# ツービート 笑ってゴマかせ!
『ツービート 笑ってゴマかせ!』（ツービート わらってゴマかせ）は、1981年4月5日から同年9月20日までTBSで放送されていたバラエティ番組である。略称は「笑ゴマ」。放送時間は毎週日曜 14:30 - 15:00 （日本標準時）。
その名の通り、ツービートがメインを務めていた番組。別のテレビ番組のパロディコント、クイズ企画、演芸企画、ゲストによる歌などで構成されていた。

## 出演者
- ビートたけし（ツービート）
- ビートきよし（ツービート）
- 中原理恵
- 片岡鶴太郎
- 魁三太郎
- 比企理恵

## スタッフ
- 構成：前川宏司、高田文夫
- ディレクター：両角敏明
- プロデューサー：大場昂一
- 技術・美術協力：東通
- 制作協力：TBS映画社（現・TBSビジョン）
- 製作著作：TBS

## コーナー
ツービートのTVジャック
人気テレビ番組のパロディコントコーナー。
お笑いニューウェーブ
売り出し中のお笑い芸人たちが芸を披露していたコーナー。
ファン見殺しクイズ
各回のゲスト歌手とそのファンの代表者が参加していたクイズコーナー。歌手は解答者席に座り、ファンはルーレット中央に括りつけられた。
歌手は16枚あるパネルの中から1枚を選び、それに書かれているクイズに答えていた。クイズのジャンルは4つあり、それぞれ正解時の得点が難易度により得点の違うパネル(梅5点・竹10点・松15点・特上30点)が用意されていた。但し、何枚か「スカ」のパネルも隠されており、引いてしまった場合はクイズの回答権は得られず-5点減点される。クイズに正解するとファンの括りつけられているルーレットが点数分右回りになり、ルーレットが1周すれば100点を獲得できた。しかし、ルーレットが一番下の「ブラックゾーン」に来ると「くすぐりドリーマー」のスイッチが入り、ファンは括りつけられたまま腹をくすぐられた。
ルーレット1周を達成できた場合、参加したファンには賞金5万円と番組特製の「笑ゴマトレーナー」が贈られた。しかし、達成できなかった場合には賞金は500円にまで下げられ、賞品も「タヌキの腹掛け」に変更された。さらに罰として、ファンが括りつけられているルーレットをたけしの操作でグルグル回されてコーナー終了となった。

## 関連書籍
- ツービート 笑ってゴマかせ わッ、パニック番組だ（TBS編、KKベストセラーズ ワニの本、1981年12月5日初版発行、ISBN 4-584-00452-8） - ツービートによる漫才とテレビ番組のパロディコントが収録されている。本書には、TBSのことを「ツービート&（番組）スタッフ」の略と解釈している箇所がある。

## 参考資料
- 朝日新聞縮刷版[どれ?]
- TV北野